# منطقة تشوبو

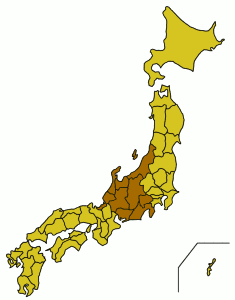
منطقة تشوبو

منطقة تشوبو (باليابانية: 中部地方 تشوبو تشيهو) هي إحدى المناطق في وسط جزيرة هونشو أكبر جزيرة في أرخبيل اليابان. بلغ عدد سكانها 21,886,324 في عام 2008.
تقع منطقة تشوبو بين منطقة كانتو ومنطقة كانساي وتعتبر مدينة ناغويا هي المدينة الأكبر فيها، كما تضم جبل فوجي.
تعني كلمة «تشوبو» القسم المتوسط، وهي تضم تسع محافظات هي آيتشي، فوكوي، غيفو، إيشيكاوا، ناغانو، نييغاتا، شيزوكا، توياما، ياماناشي وميه.

## معرض صور

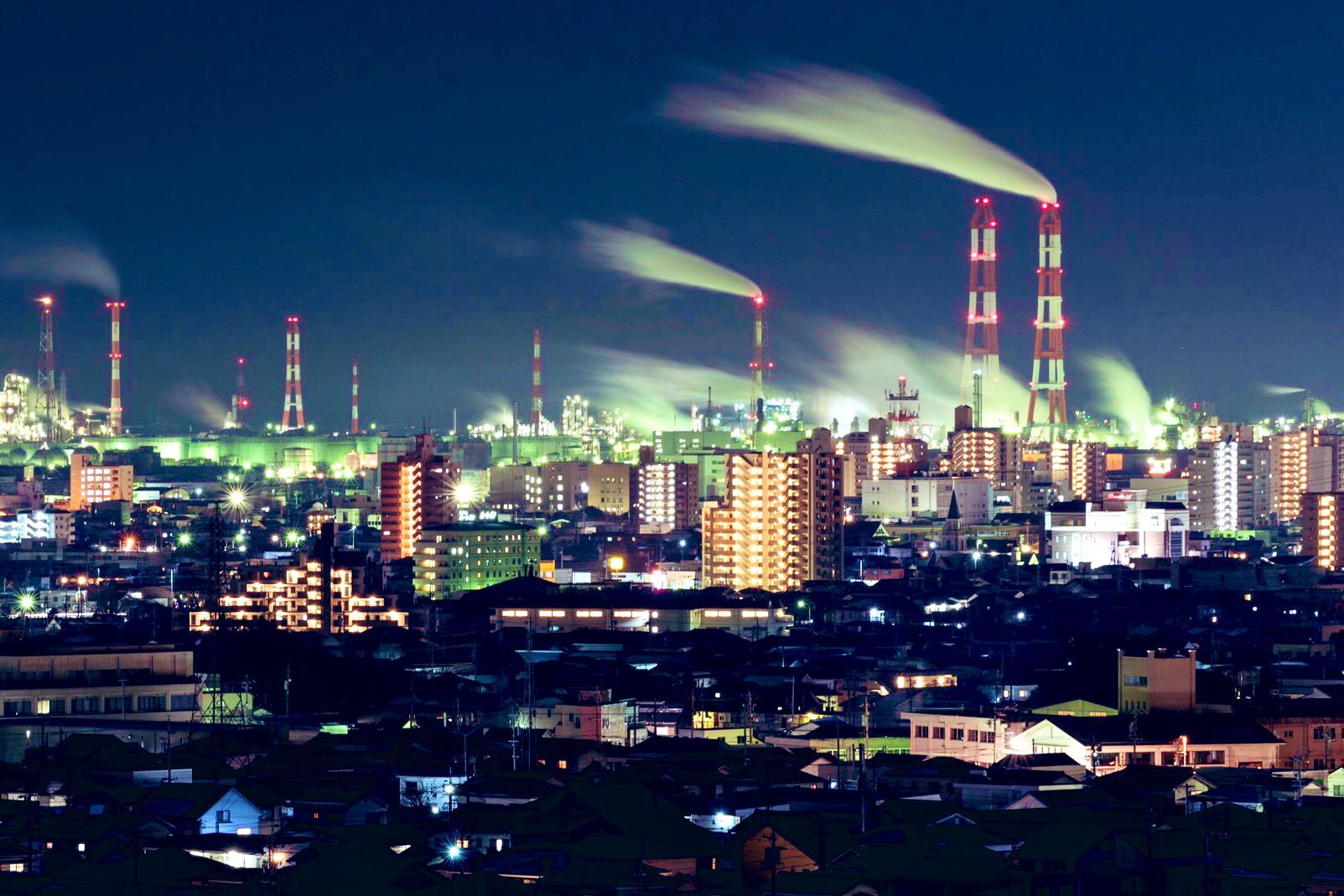
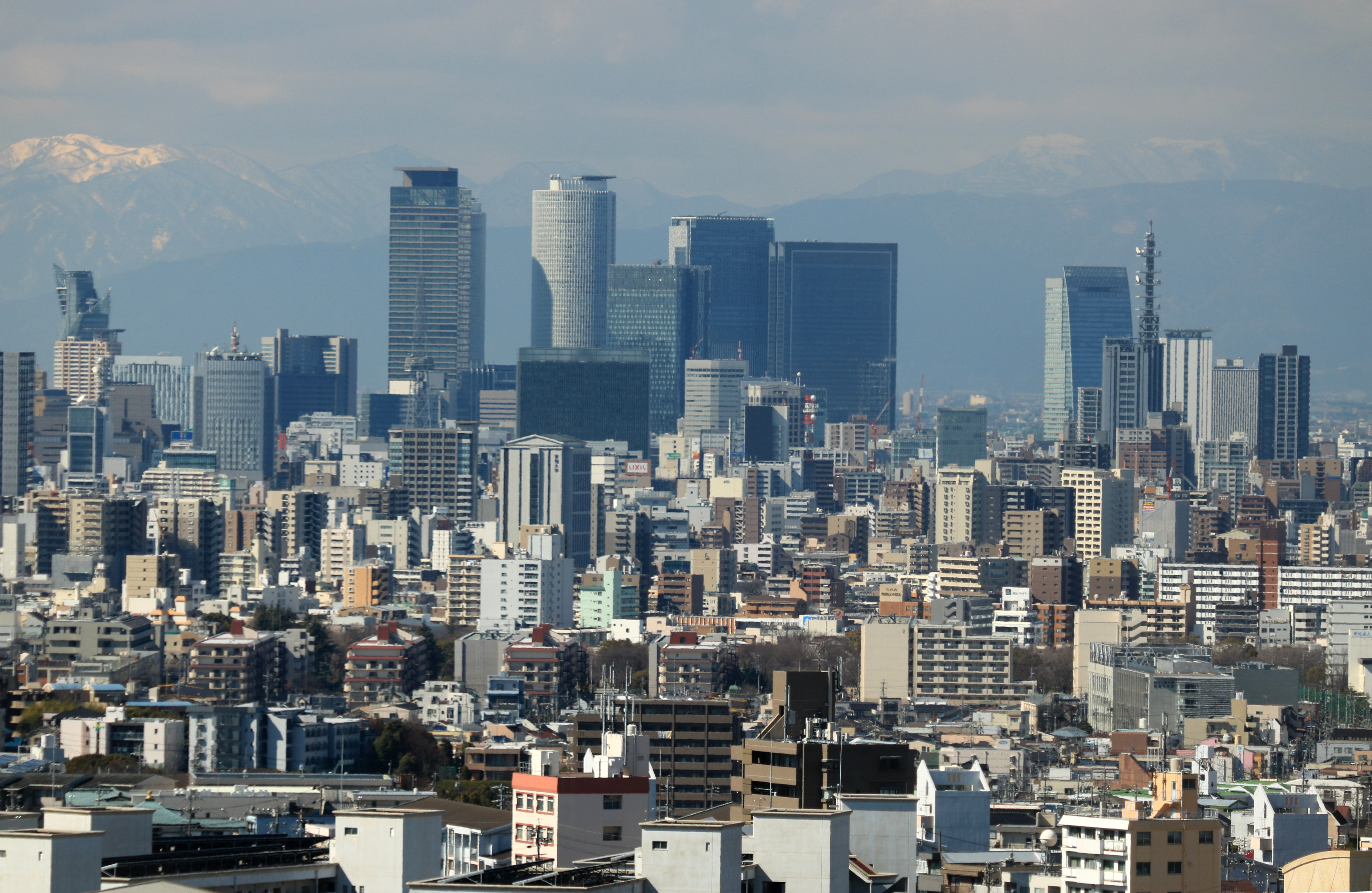
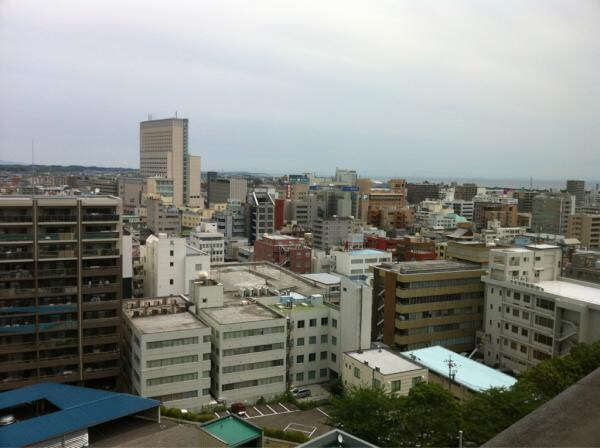
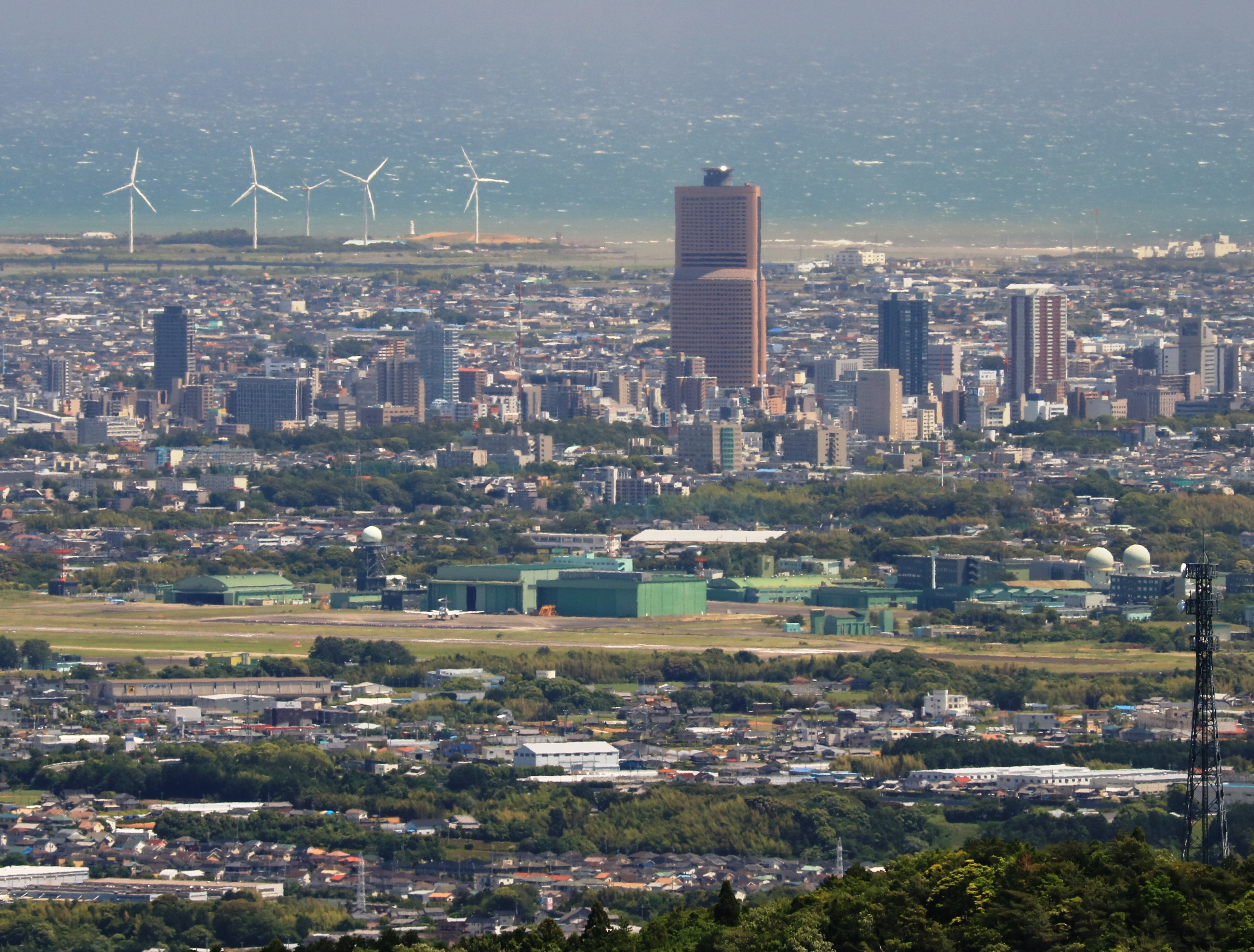
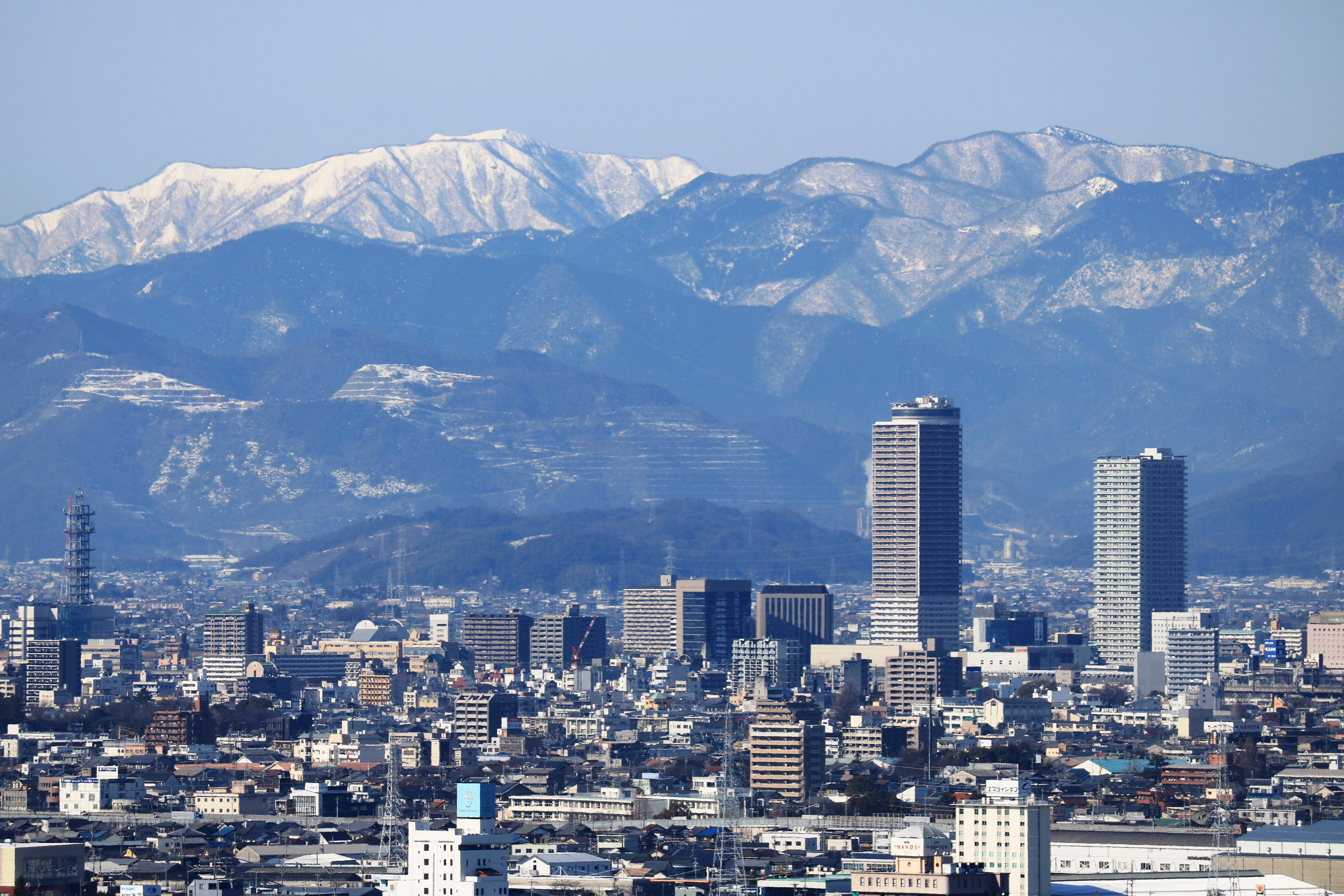
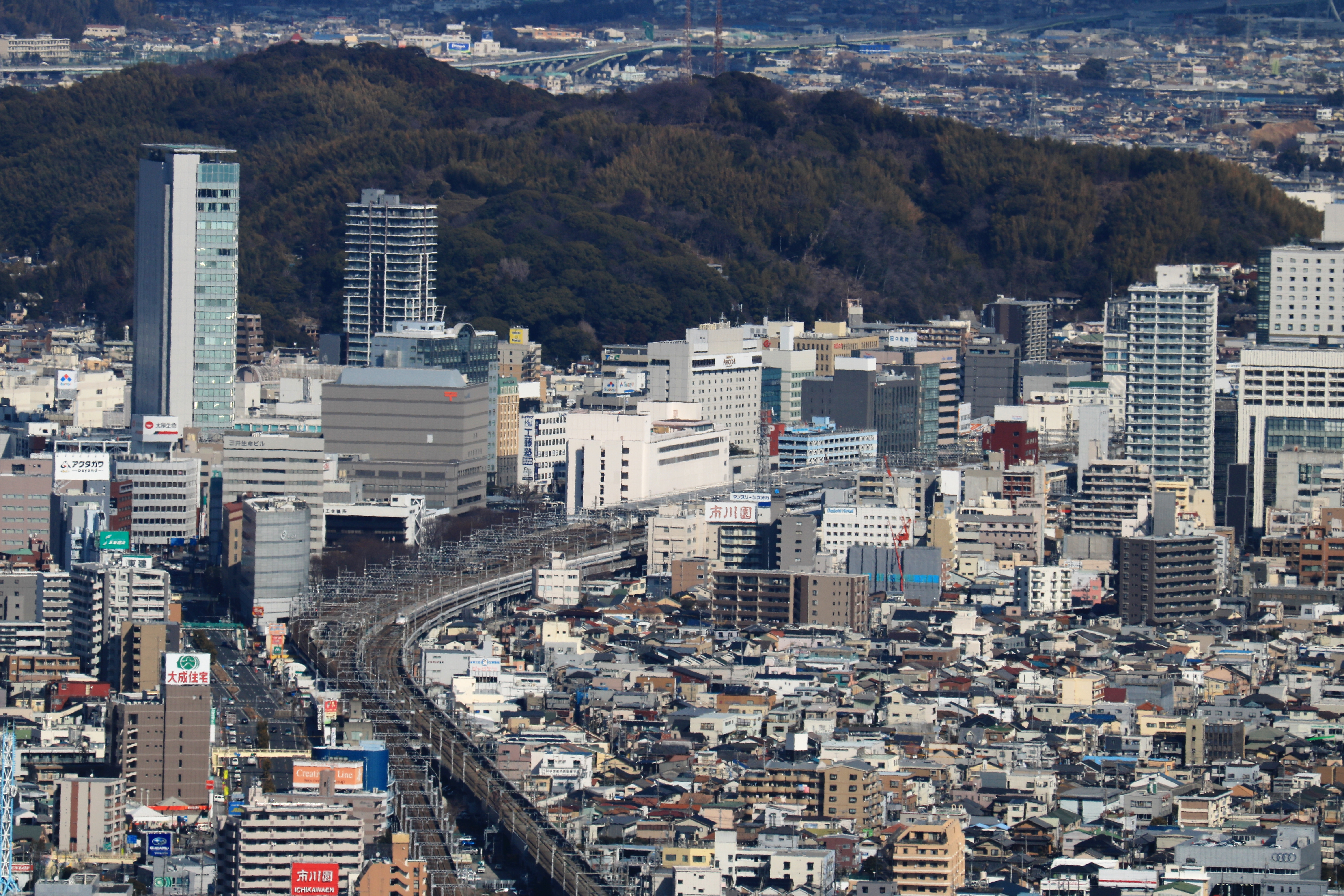

## اقرأ أيضا
- مناطق اليابان